# Episodi di Cin cin (undicesima stagione)
L'undicesima e ultima stagione della serie televisiva Cin cin, è andata in onda negli USA dal 24 settembre 1992 al 20 maggio 1993 sul canale NBC.
Con una media di telespettatori stimati di 14 989 100 ha raggiunto il 9º posto nella classifica degli ascolti secondo il Nielsen Rating.
Rebecca Gaines, Rebecca Loses è un episodio doppio della durata di un'ora.
L'ultima puntata, One for the Road è un episodio triplo, della durata di 98 minuti. Con oltre 93 milioni di spettatori, è secondo nella storia nella classifica degli episodi più visti negli Stati Uniti. La messa in onda dell'episodio fu preceduta da una raccolta dei momenti migliori dal titolo Last Call! A Cheers Celebration.
| nº | Titolo originale                                        | Titolo italiano                                         | Prima TV USA      | Prima TV Italia |
| -- | ------------------------------------------------------- | ------------------------------------------------------- | ----------------- | --------------- |
| 1  | The Little Match Girl                                   | The Little Match Girl                                   | 24 settembre 1992 |                 |
| 2  | The Beer is Always Greener                              | The Beer is Always Greener                              | 1º ottobre 1992   |                 |
| 3  | The King of Beers                                       | The King of Beers                                       | 8 ottobre 1992    |                 |
| 4  | The Magnificent Six                                     | The Magnificent Six                                     | 22 ottobre 1992   |                 |
| 5  | Do Not Forsake Me O' My Postman                         | Do Not Forsake Me O' My Postman                         | 29 ottobre 1992   |                 |
| 6  | Teaching with the Enemy (1)                             | Teaching with the Enemy (1)                             | 5 novembre 1992   |                 |
| 7  | The Girl in the Plastic Bubble (2)                      | The Girl in the Plastic Bubble (2)                      | 12 novembre 1992  |                 |
| 8  | Ill-Gotten Gaines                                       | Ill-Gotten Gaines                                       | 19 novembre 1992  |                 |
| 9  | Feelings... Whoa, Whoa, Whoa                            | Feelings... Whoa, Whoa, Whoa                            | 3 dicembre 1992   |                 |
| 10 | Daddy's Little Middle-Aged Girl                         | Daddy's Little Middle-Aged Girl                         | 10 dicembre 1992  |                 |
| 11 | Love Me, Love My Car                                    | Love Me, Love My Car                                    | 17 dicembre 1992  |                 |
| 12 | Sunday Dinner                                           | Sunday Dinner                                           | 7 gennaio 1993    |                 |
| 13 | Norm's Big Audit                                        | Norm's Big Audit                                        | 14 gennaio 1993   |                 |
| 14 | It's a Mad, Mad, Mad, Mad Bar                           | It's a Mad, Mad, Mad, Mad Bar                           | 21 gennaio 1993   |                 |
| 15 | Loathe and Marriage                                     | Loathe and Marriage                                     | 4 febbraio 1993   |                 |
| 16 | Is There a Doctor in the Howe? (1)                      | Is There a Doctor in the Howe? (1)                      | 11 febbraio 1993  |                 |
| 17 | The Bar Manager, The Shrink, His Wife and Her Lover (2) | The Bar Manager, The Shrink, His Wife and Her Lover (2) | 18 febbraio 1993  |                 |
| 18 | The Last Picture Show                                   | The Last Picture Show                                   | 25 febbraio 1993  |                 |
| 19 | Bar Wars VII: The Naked Prey                            | Bar Wars VII: The Naked Prey                            | 18 marzo 1993     |                 |
| 20 | Look Before You Sleep                                   | Look Before You Sleep                                   | 1º aprile 1993    |                 |
| 21 | Woody Gets an Election                                  | Woody Gets an Election                                  | 22 aprile 1993    |                 |
| 22 | It's Lonely on the Top                                  | It's Lonely on the Top                                  | 29 aprile 1993    |                 |
| 23 | Rebecca Gaines, Rebecca Loses                           | Rebecca Gaines, Rebecca Loses                           | 6 maggio 1993     |                 |
| 24 | The Guy Can't Help It                                   | The Guy Can't Help It                                   | 13 maggio 1993    |                 |
| 25 | One for the Road                                        | One for the Road                                        | 20 maggio 1993    |                 |